# Finsterworld
Finsterworld är en tysk dramafilm från 2013 i regi av Frauke Finsterwalder. I filmen får åskådaren följa tolv personer vars liv i olika utsträckning hänger samman. 

## Handling
I filmens inledning tar en enstöring hand om en skadad korp som han vårdar tills den blir frisk i sin hydda i skogen. Fotvårdaren Claude stoppas av polisen Tom när han telefonerar medan han kör sin bil. För att inte bli av med körkort mutar han Tom med fotvårdsprodukter. Toms flickvän Franziska arbetar som dokumentärfilmare och är missnöjd med sitt jobb på ett TV-bolag. Hon känner inte till Toms fascination för djurkostymer och att han träffar likasinnade på Furry-träffar. I filmens slut har Franziska brutit upp och rest till Afrika. Paret Georg och Inga är på ett hotellrum och Inga beställer en hyrbil. Hennes antipati mot Tyskland lyser igenom då hon inte vill ha "nazistbil" utan ett icke-tyskt bilmärke.
Skoleleverna Natalie, Dominik, Maximilian och Jonas är på väg till ett besök i ett koncentrationsläger tillsammans med sin privatskoleklass. Deras lärare Herr Nickel försöker få eleverna att ta till sig av budskapet på vägen dit. Natalie och Dominik är kompisar som föraktar de dryga Maxmilian och Jonas. När de stannar på en bensinstation för paus pussar Natalie Maximilian, och Dominik som är kär i Natalie fortsätter inte med bussen utan försöker ta sig hem på egen hand. Då möter han Maximilians föräldrar Georg och Inga som är på väg i sin Cadillac Escalade. Georg och Inga tar en paus vid ett fält och Inga kissar. Georg tror att Dominik smygtittar på Inga och slår till honom. Inga förmår Georg att lugna ner sig och de tar Dominik med sig i bilen.
Fotvårdaren Claude besöker den 85-åriga Fru Sandberg på ålderdomshemmet för att vårda hennes fötter. Fru Sandberg är lämnad ensam på hemmet då varken hennes son Georg eller barnbarnet Maximilian besöker henne. Claude erkänner sin fotfetischism för henne och att han tar hennes hudavlagringar och blandar i kaksmeten till de kakor han ger henne varje vecka.
Under besöket på koncentrationslägret spärrar Maximilian och Jonas in Natalie i en krematorieugn. Läraren Herr Nickel hittar Natalie som skriker och skakar när han får ut henne ur ugnen. När han får ut henne ur ugnen rivs hennes blus sönder och eleverna som skyndar dit tror att Nickel varit på väg att försöka våldta Natalie, en uppfattning som Maxilian lyckas få Natalie att själv tro på. Herr Nickel döms till fängelse. 
I bilen börjar Dominik, Georg och Inga prata om Tyskland och de kritiserar sitt hemland och menar att det är smaklöst och måste vara det som ett straff för den tyska historien. Nu inser också Dominik att Inga och Georg är hans plågoande Maximilians föräldrar. Parallellt har enstöringens hydda blivit vandaliserad och hans värld har förstörts. Han går och gräver upp ett vapen ur en gömma och beger sig till en bro och skjuter mot bilen där Dominik, Georg och Inga färdas. Dominik blir ihjälskjuten. 
Efter det besöker Georg, Inga och Maximilian ålderdomshemmet men får beskedet att Fru Sandberg lämnat dem - de tror att hon avlidit men hon har flyttat in till fotvårdaren Claude. Maximilians liv fortsätter: han firar ett mål i landhockey med Natalie som åskådare. Dominik finns inte längre i hennes liv. 
Filmens olika delar kopplas i olika utsträckning samman och också skulden till händelserna som inträffar. Det är på grund av Natalie och Maximilians kyss som Dominik hamnar i Inga och Georgs bil där han sedan blir ihjälskjuten av enstöringen. När Dominik inte är med Natalie kan Maximilian och Jonas putta in henne i ugnen och läraren beskylls för försök till våldtäkt. Enstöringen är undantaget då han inte har någon koppling till de övriga - och man får inte heller veta vem som förstört hans hydda. 